# Saint-Barthélemy-Grozon

Saint-Barthélemy-Grozon este o comună în departamentul Ardèche din sud-estul Franței. În 1 ianuarie 2022 avea o populație de 500 de locuitori.